# Wohnhaus Hinter der Balge 1
Das Wohnhaus Hinter der Balge 1 befindet sich in Bremen, Stadtteil Mitte im  Schnoorviertel, Hinter der Balge 1 Ecke Marterburg. Es entstand um 1805.

Das Gebäude steht seit 1973 unter Bremer Denkmalschutz.

## Geschichte
Die ursprüngliche Bevölkerung des Schnoors bestand überwiegend aus Flussfischern und Schiffern. In der Epoche des Klassizismus und des Historismus entstanden von um 1800 bis 1890 die meisten oft kleinen Gebäude. Im weiteren Verlauf wurde es zum Arme-Leute-Viertel, das in weiten Bereichen verfiel – vor allem nach dem Zweiten Weltkrieg.
1959 wurde von der Stadt ein Ortsstatut zum Schutz der erhaltenswerten Bausubstanz beschlossen. Die Häuser wurden dokumentiert und viele seit den 1970er Jahren unter Denkmalschutz gestellt. Ab den 1960er Jahren fanden mit Unterstützung der Stadt Sanierungen, Lückenschließungen und Umbauten im Schnoor statt.
Das zweigeschossige, geputzte, traufständige Haus mit einem Satteldach, dem sichtbaren Fachwerk zur Straße und dem schlichten Giebel zur Marterburg wurde um 1805 in der Epoche des Klassizismus gebaut und um 1970 saniert und umgebaut. Hier wohnte u. a. 1860 ein Cigarrenmacher. 
 
Heute (2018) wird das Haus als Laden (Taschenshop) und zum Wohnen genutzt. 
Die Balge (= schmaler Wasserlauf) war bis 1838 ein kurzer Seitenarm der Weser mit Landeplätze für Boote und Eken; daher der Straßenname Hinter der Balge. Der Name Schnoor (Snoor) bedeutet Schnur:. Er kam durch das Schiffshandwerk und der Herstellung von Seilen und Taue (= Schnur).